# Geraldo Teixeira
Geraldo Teixeira (nome completo: Geraldo Teixeira da Costa Filho), Belém, 10 de outubro de 1953, é um artista plástico brasileiro. Foi fundador da Associação dos Artistas Plásticos do Pará e curador geral do Salão Paraense de Arte Contemporânea (SPAC).

## Biografia
O artista iniciou suas atividades em 1975 e participou de diversas exposições coletivas e individuais, no Brasil e no exterior.

## Principais exposições coletivas[2]
- Mostra Nacional de Arte (1975, MNBA, Rio de Janeiro)
- Projeto Arco-íris (1978, Galeria M.F. Andrade - FUNARTE, Rio de Janeiro)
- II Coletiva COARTE (1979, Galeria Rio Arte, Brasília)
- 44º Salão Paranaense (1987, Curitiba)
- Salão de Arte de Pernambuco (1989, Recife)
- "Rivoli 90" (1990, Roterdã, Holanda)
- "Art in Paradise" (1992, Miami, EUA)
- XI Salão Arte Pará - Grande Prêmio (1992, Galeria Rômulo Maiorana, Belém)
- "Graphos" (1993, Espaço Cultural Sebrae, Brasília)
- "Art in Paradise" (1993, Brazilian American Cultural Institute, Washington DC)
- I Salão de Arte Contemporânea (1994, Museu de Arte Moderna, Salvador)
- Painel da Arte Contemporânea Brasileira (1994, MAC, São Paulo)
- "Memorial de Curitiba" (2001, Paraná)
- "Contiguidades" (2008, Museu Histórico do Estado do Pará, Belém)
- "Traços Locais" (2013, Museu da UFPA, Belém)
- "Ambiência" (2014, Centro Cultural Sesc Boulevard, Belém)
- "A Cidade que vejo" - Exposição Comemorativa aos 400 anos de Belém (2016, Elf Galeria, Belém)
- "Margens" (2016, Galeria Virgílio, São Paulo)
- "Route 25" (2016, Centro Cultural Brasil-Estados Unidos – MABEU, Belém)

## Principais mostras individuais[2]
- Galeria Angelus (1978, Teatro da Paz, Belém)
- Galeria Angelus (1980, Teatro da Paz, Belém)
- Galeria de Arte do IBEU (1988, Rio de Janeiro)
- Galeria Arte Assinada (1991, Belém)
- Museu da UFPA (1995, Belém)
- "Lâminas D’Água" (2005, Galeria de Arte do CCBEU, Belém)
- "Azulejos Periféricos" (2007, Espaço Cultural Banco da Amazônia, Belém)
- "Santo de Casa" (2008, Galeria ELF, Belém)
- "Organicidade" (2010, Galeria Colorida, Lisboa, Portugal)
- "Pintura Azulejo" (2011, Casa Manuel Teixeira Gomes, Portimão, Portugal)
- "Além do Jardim" (2011, Galeria de Arte CCBEU, Belém)
- "Geometria do Tempo" (2013, Elf Galeria)
- "Paisagem do Tempo" (2016, Elf Galeria)